# Nabycie pochodne
Nabycie pochodne – uzyskanie prawa podmiotowego od innej osoby, która to prawo przenosi na nabywcę. Skuteczność nabycia zależy od tego, czy przenoszącemu przysługiwało przenoszone prawo – nikt nie może przenieść na inną osobę więcej praw niż sam posiada.
W szczególnych przypadkach system prawny dopuszcza nabycie prawa podmiotowego na skutek rozporządzenia nieuprawnionego (prawodawca kieruje się tu ochroną dobrej wiary nabywcy, np. art. 169 k.c.).